# Мирний (Богородський район)
Мирний (рос. Мирный) — селище в Богородському районі Нижньогородської області Російської Федерації.
Населення становить 6 осіб. Входить до складу муніципального утворення Доскинська сільрада.

## Історія
Від 2004 року входить до складу муніципального утворення Доскинська сільрада.

## Населення
| 1999 | 2002 | 2010 |
| ---- | ---- | ---- |
| 20   | ↘11  | ↘6   |